# Quatro reinos da Andaluzia

Os quatro reinos da Andaluzia

Os quatro reinos de Andaluzia, no contexto geral das províncias da Coroa de Castela em 1590.

Quatro reinos da Andaluzia (Cuatro reinos de Andalucía, em castelhano) é a denominação comum que outrora recebiam os quatro reinos da Coroa de Castela situados ao sul da Serra Morena na Península Ibérica.
Por ordem da conquista, estes quatro reinos eram: Reino de Córdova (1236), o Reino de Xaém (1246), o Reino de Sevilha (1248) e o Reino de Granada (1492). Estes reinos ocupavam grande parte da extensão atual da comunidade autónoma espanhola da Andaluzia. A denominação "Quatro Reinos da Andaluzia" foi usada meramente de forma geográfica, entre o momento das conquistas até ao séc. XIX, aquando da divisão territorial espanhola de 1833.

## História
Inicialmente os reinos da Andaluzia ou "das Andaluzias" eram os três reinos conquistados no século XIII por Fernando III, o Santo que passaram a ser chamados, em conjunto, como "Antecedência maior da fronteira da Andaluzia" (Adelantado mayor de Andalucía em castelhano), por limitar o Reino de Granada.[carece de fontes?]
A denominação de "quatro reinos da Andaluzia" utilizou-se mais frequentemente em meados meados do século XVIII. Algumas obras e documentos que usam essa denominação são os "Tribunais militares de Espanha e suas Índias" de 1792, o "Manual das leis e decretos do Rei nosso Senhor Dom José Napoleão I" de 1810, e "Breves tratados de esfera e geografia universal" de 1833, entre muitas outras.
Alguns autores, como o historiador Antonio Dominguez Ortiz, têm indicado a conveniência metodológica de colocar esses "Quatro Reinos" como um quadro adequado para a abordagem histórica da Andaluzia.